# Orhan I
Orhan Gazi, ook wel Orchan of Orkhan (Söğüt/Bilecik, 1281 - Bursa, 1362) was de tweede zelfstandige heerser (bey) over de Ottomanen. Hij volgde zijn vader Osman I op na diens dood in 1326. Zijn naam is in Arabisch schrift أورخان غازي.

## Uitbreiding
Orhan breidde het Rijk van zijn vader beetje bij beetje uit zodat het heel Noordwest-Anatolië bevatte bij zijn dood. Dit deed hij zowel door politieke huwelijken als door militaire veroveringen. Het wordt gezegd dat zijn broer Alladin de eerste vizier van het rijk was, en in die functie het leger hervormde door het Janitsarenkorps te stichten en de devşirme in te stellen. Anderen denken dat dit pas tijdens de regering van Orhans opvolger Murat I gebeurde. Duidelijk is in ieder geval dat tijdens deze periode de militaire basis gelegd werd voor de latere uitbreidingen en veroveringen die van het Osmaanse Rijk een wereldmacht zouden maken.
Orhan veroverde de belangrijke Byzantijnse steden Nicomedia (1326) en Nicaea (1330). In 1336 maakte hij een einde aan het emiraat van Karasu (het vroegere Mysië) door de hoofdstad Bergama te veroveren. Om de nieuwe gebieden te consolideren liet Orhan moskeeën en scholen bouwen en hielden hij en zijn broer Aladdin zich met de administratie van het rijk bezig. Om aan zijn bouwmateriaal te komen liet hij overigens talloze monumenten en openbare gebouwen in de klassieke steden Nicaea en Nicomedia afbreken.

## Consolidatie
Na zijn eerdere veroveringen op de Byzantijnen werd Orhan daarna hun bondgenoot. In de jaren 1320 tot 1350 was het Byzantijnse Rijk constant in burgeroorlog omdat verschillende pretendenten elkaar de troon betwisten. Keizer Andronicus III zag in Orhan een goede bondgenoot tegen zijn grootvader Andronicus II. Zijn opvolger Johannes Cantacuzenus ging zelfs zover zijn dochter Theodora aan Orhan uit te huwelijken (1346), ondanks diens hoge leeftijd. Natuurlijk maakte Orhan van de Byzantijnse twisten gebruik om zijn macht verder uit te breiden. Zijn oudste zoon Süleyman Paşa stak in 1356 de Hellespont over. Keizer Johannes Cantacuzenus was zo druk met het bestrijden van zijn rivaal Johannes V, dat hij in plaats van bij Orhan te protesteren over diens zoon, hem vroeg hem te hulp te komen. Süleyman Paşa hielp de keizer daarop zijn rivaal (voorlopig) te verslaan.
In 1357 raakten de stadsmuren van Gallipoli door een aardbeving ernstig beschadigd, waarop Süleyman Paşa de stad innam. Dit keer protesteerde de Byzantijnse keizer wel, maar Orhan negeerde dit en stuurde juist meer Turkse en Arabische kolonisten over de Zee van Marmara. Toen Orhan in 1362 overleed hadden de Turken behalve een stabiel rijk in Anatolië ook stevig voet op Europese bodem gezet. Omdat zijn oudste zoon, Süleyman Paşa, eerder was overleden bij een val van zijn paard, zou zijn tweede zoon, Murat, Orhan opvolgen.